# Erik Tysse
Erik Tysse (Bergen, 4 dicembre 1980) è un marciatore norvegese.

## Biografia
È il fratello minore della marciatrice Kjersti Plätzer, due volte vincitrice della medaglia d'argento alle Olimpiadi nella 20 km.

## Palmarès
| Anno | Manifestazione  | Sede           | Evento       | Risultato | Prestazione | Note                                     |
| ---- | --------------- | -------------- | ------------ | --------- | ----------- | ---------------------------------------- |
| 2007 | Mondiali        | Osaka          | Marcia 20 km | 8º        | 1h24'10"    |                                          |
| 2007 | Mondiali        | Osaka          | Marcia 50 km | 5º        | 3h51'52"    | Miglior prestazione personale            |
| 2008 | Giochi olimpici | Pechino        | Marcia 20 km | 21º       | 1h22'43"    |                                          |
| 2008 | Giochi olimpici | Pechino        | Marcia 50 km | 5º        | 3h45'21"    | Miglior prestazione personale            |
| 2009 | Mondiali        | Berlino        | Marcia 20 km | 6º        | 1h20'38"    |                                          |
| 2009 | Mondiali        | Berlino        | Marcia 50 km | dnf       | dnf         |                                          |
| 2012 | Giochi olimpici | Londra         | Marcia 20 km | 14º       | 1h21'00"    | Miglior prestazione personale stagionale |
| 2013 | Mondiali        | Mosca          | Marcia 50 km | dnf       | dnf         |                                          |
| 2014 | Europei         | Zurigo         | Marcia 20 km | 8º        | 1h22'19"    |                                          |
| 2015 | Mondiali        | Pechino        | Marcia 20 km | dnf       | dnf         |                                          |
| 2016 | Giochi olimpici | Rio de Janeiro | Marcia 20 km | 48º       | 1h26'06"    |                                          |